# ゼロ・トレランス方式
ゼロ・トレランス方式（ゼロ・トレランスほうしき、英語: zero-tolerance policing）とは、割れ窓理論に依拠して1990年代にアメリカ合衆国で始まった教育方針の一つ。「zero」「tolerance（寛容）」の文字通り、不寛容を是とし細部まで罰則を定めそれに違反した場合は厳密に処分を行う方式。日本語では「不寛容」「無寛容」「非寛容」等と表現され、転じて「毅然たる対応方式」などと意訳される。

## 概要
アメリカでは1970年代から学級崩壊が深刻化し、学校構内での銃の持込みや発砲事件、薬物汚染、飲酒、暴力、いじめ、性行為、学力低下や教師への反抗などの諸問題を生じた。その対策として取られた手法の一つが、ゼロ・トレランス方式である。
具体的には校内での行動に関する詳細な罰則を定めておき、これに違反した場合は速やかに例外なく罰を与えることで生徒自身の持つ責任を自覚させ、改善が見られない場合はオルタナティブスクール（問題児を集める教育施設）への転校や退学処分を科すというものである。
ゼロ・トレランスの中でも軽い罰はdetention（放課後居残り）、Saturday school（土曜日に登校）。
アメリカでは悪行のエスカレートを防ぐために遅刻、無断欠席、宿題未提出などの比較的軽い問題行動でも罰せられる。その上学校の評判などが問われる為に問題生徒に罰を与えて自覚させることが重要である。
1980年代以降に共和党、民主党の区別無く歴代大統領が標語として打ち出し、1990年代に本格的に導入が始まる。1994年にアメリカ連邦議会が各州に同方式の法案化を義務付け1997年にビル・クリントンが全米に導入を呼びかけ一気に広まった。

## 批判
ゼロ・トレランス方式に対しては「推進した結果、社会からドロップアウトする青少年を増やす」などの根強い批判の声がある。また、この方式が過剰に適用されているのではないかとの批判もあるが、特に知られているのは2001年にカリフォルニア州で発生した「ダーク・ポエトリー事件」である。この事件では15歳の少年が「学校に銃を持っていく」という内容の詩を書いたことが問題視され、この少年は100日間の自宅謹慎処分を命じられた。この処分は過剰反応であるとして批判が寄せられ、少年はこの処分を違法であるとして提訴し、2004年にカリフォルニア州最高裁判所で少年側の勝訴が確定した。
また2007年12月には、周囲からは品行方正な少女であると目されていた10歳の小学生が、昼食時に家から持参したステーキナイフを使って食べ物を切り分けたことが「学校への武器の持ち込み」と判断されて逮捕され、児童観察施設に送られるという事件が発生したが、この際、周囲の児童はこの少女は問題のステーキナイフで誰を傷つけたわけでもないと証言した。その後、この少女への処分は過剰であったとされて全て撤回された。

## 日本での導入
- 「命を大切にする教育」については、1997年の神戸市須磨区における「神戸連続児童殺傷事件」以降、全国各地において積極的な取組が行われてきた。しかし、2004年6月の長崎県佐世保市の「佐世保小6女児同級生殺害事件」、7月6日、新潟県三条市の小学校6年生の男子児童が同学年の男子児童から包丁で切りつけられるという事件、7月22日の富山県福光町の女子高校生2人組による殺人未遂事件、2005年の山口県光市の山口県立光高等学校での男子生徒による「爆発物教室投げ込み事件」など子供による重大事件の相次ぐ発生は、社会全体に大きな衝撃を与え、「学校教育においては教育の原点に立ち返った早急かつ根本的な対応が求められている状況にある」として文部科学省が「児童生徒問題行動プロジェクトチーム」を始動。2006年春にまとめた新たな防止策に「ゼロ・トレランス方式の調査研究」を盛り込み、教育現場への導入の是非を検討している。
- 広島県議会でも2004年9月に県内の公立学校への導入が議論された。
- 大阪市教育委員会は、生徒間や教員への暴力行為の増加等の問題を踏まえてゼロ・トレランス方式の導入を検討している[5]
- 岡山学芸館高等学校は、生徒たちに「義務」と「責任」を理解させるためとして、ゼロ・トレランス方式を公式に導入している[6]。